# Jabuka (Trilj)
Jabuka falu Horvátországban Split-Dalmácia megyében. Közigazgatásilag Triljhez tartozik.

## Fekvése
Splittől légvonalban 29, közúton 44 km-re északkeletre, Sinjtől légvonalban 12, közúton 16 km-re délkeletre, községközpontjától 3 km-re északkeletre a dalmát Zagora területén, a Sinji mező délkeleti szélén, a Kamešnica-hegység délnyugati lábánál, a Ruda-patak bal partján, a cetinai torkolat közelében fekszik. A településen halad át a Triljt Otokkal összekötő út.

## Története
Területe már régen is gazdag volt vízfolyásokban, mely kedvezett az emberi letelepedésnek. A faluban középkori kerámia töredékek, három vasszerszám és 1979-ben egy középkori sír is előkerült. A Krcina ograda nevű helyen, mely Velić és Jabuka között fekszik 1980-ban egy mintegy 200 méter hosszú és 6 méter széles szárazon rakott ókori falat találtak két félköríves bővítéssel. Itt azóta más ókori és középkori leletek is előkerültek, mely alapján a területet védett régészeti lelőhellyé nyilvánították. Területe 1686-ban Trilj környékével együtt szabadult fel a török uralom alól, de a karlócai béke ismét török kézen hagyta. Végleges felszabadulása csak az újabb velencei-török háborút lezáró pozsareváci békét követően 1718-ban történt meg, mely az új határt a Kamešnica-hegységnél húzta meg. A velencei uralom első éveiben telepítették be Hercegovinából érkezett keresztény lakossággal. A velencei uralomnak 1797-ben vége szakadt és osztrák csapatok vonultak be Dalmáciába. 1806-ban az osztrákokat legyőző franciák uralma alá került, de Napóleon lipcsei veresége után 1813-ban újra az osztrákoké lett. 1857-ben 187, 1910-ben 330 lakosa volt. 1918-ban az új szerb-horvát-szlovén állam, majd később Jugoszlávia része lett. A második világháború idején a Független Horvát Állam része lett. A háború után a szocialista Jugoszláviához került. 1991 óta a független Horvátországhoz tartozik. 2011-ben a településnek 306 lakosa volt.

## Lakosság
| Lakosság változása | Lakosság változása | Lakosság változása | Lakosság változása | Lakosság változása | Lakosság változása | Lakosság változása | Lakosság változása | Lakosság változása | Lakosság változása | Lakosság változása | Lakosság változása | Lakosság változása | Lakosság változása | Lakosság változása | Lakosság változása |
| ------------------ | ------------------ | ------------------ | ------------------ | ------------------ | ------------------ | ------------------ | ------------------ | ------------------ | ------------------ | ------------------ | ------------------ | ------------------ | ------------------ | ------------------ | ------------------ |
| 1857               | 1869               | 1880               | 1890               | 1900               | 1910               | 1921               | 1931               | 1948               | 1953               | 1961               | 1971               | 1981               | 1991               | 2001               | 2011               |
| 187                | 0                  | 154                | 247                | 295                | 330                | 320                | 362                | 341                | 369                | 381                | 371                | 404                | 355                | 341                | 306                |

## Nevezetességei
A Gyógyító boldogasszony tiszteletére szentelt templomát 1901 és 1908 között építették. Mivel egy kisebb dombon áll minden irányból jól látható. 1934-ben meghosszabbították. 1975-ben építették a homlokzat fölé a harangtornyot, melyben egy harang látható.